# Вім'янсо
Вім'янсо (гал. Vimianzo, ісп. Vimianzo) — муніципалітет в Іспанії, у складі автономної спільноти Галісія, у провінції Ла-Корунья. Населення — 8204 осіб (2009).
Муніципалітет розташований на відстані близько 535 км на північний захід від Мадрида, 59 км на південний захід від Ла-Коруньї.

## Демографія
Динаміка населення (INE ):

## Галерея зображень

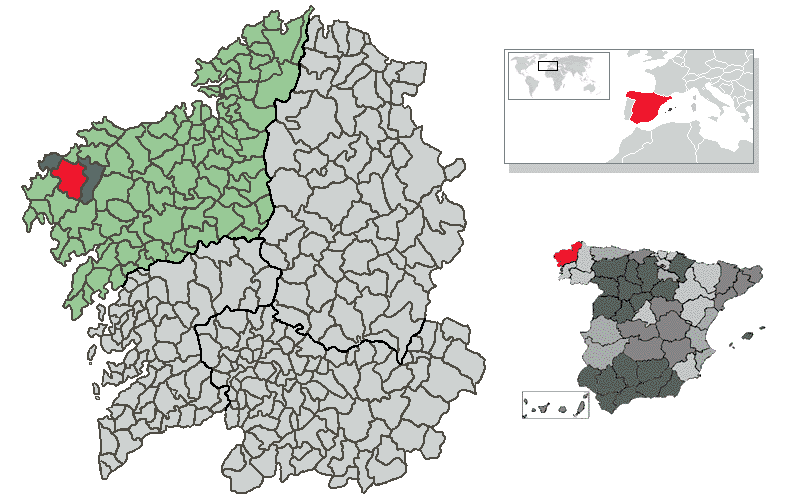
Розташування муніципалітету